# Les Muntanyes
Les Muntanyes és una serra situada al municipi de Pradell de la Teixeta a la comarca del Priorat, amb una elevació màxima de 549 metres.